# Hanna Pakarinen
Hanna Helena Pakarinen (* 17. dubna 1981 Lappeenranta) je finská popová a pop-rocková zpěvačka, která se proslavila vítězstvím první série finské pěvecké soutěže Idol (2004). Od doby co participovala na Eurovision Song Contest 2007, prodala přes 91 000 nahrávek ve Finsku, čímž se umístila mezi 50 nejprodávanějších ženských sólistek ve své domovské zemi.

## Biografie

### Mládí
Hanna se narodila ve městě Lappeenranta v Jižní Karélii (přestože teď bydlí v Helsinkách, stále hrdě mluví místním dialektem regionu). Během jejich brzkých dvacátých let pracovala jako řidička vysokozdvižného vozíku a byla součástí finské místní skupiny Rained.

## Kariéra

### Idol 1. série
V létě roku 2003 šla třiadvacetiletá Hanna na konkurz premiérové sezóny finské pěvecké soutěže Idol, v hlavním městě, Helsinkách. Její silný a emotivní hlas zapůsobil na porotce a byla jednohlasně posunuta do další části soutěže. Od počátku živých vystoupení byla pasována na horkou favoritku na výhru. Získala si trvalou přízeň porotců a při jedné příležitosti byla dokonce objata jedním z nich. V mnoha případech byla přezdívána jako první skutečná zpěvačka v soutěži.
Dne 3. ledna 2004 si zajistila místo ve velkém finále soutěže spolu s Jani Wickholmem. Během finále, které se vysílalo o týden později (9. ledna 2004) vystoupila s písněmi „The Best“ od Tiny Turner a s „Eternal Flame“ od rockové skupiny The Bangles, také s korunovační písní napsanou pro vítěze Idolu nazvanou „Tulin Voittamaan“ (Přišel/Přišla jsem vyhrát). Také nazpívala anglickou verzi písně „Love is Like a Song“ (Láska je jako píseň). Později té noci byla vydána zpráva, ve které stálo, že získala 60% (413 000) diváckých hlasů, čili porazila druhého soutěžícího Janiho Wickholma, který získal jen 40% (282 000) hlasů. Hanna byla korunována jako první finský Idol a obdržela částku ve výši 30 000 eur a také nahrávací kontrakt se společností Sony BMG.

### 2004–2005: When I Become Me
Ihned po vítězství v Idolu podepsala nahrávací kontrakt se společností Sony BMG a představila svůj debutový singl „Love Is Like A Song“. Singl byl premiérově uveden ve Finnish singles chart na nejvyšší příčce a tuto si udržel po následující 4 týdny. Její debutové album When I Become Me bylo vydáno v červnu 2004, pět měsíců po výhře v Idolu a debutovalo na druhém místě ve Finnish albums chart. I když si druhou pozici udržela celkem 5 týdnů a setrvala v nejlepší pětce 10 týdnů, albu se nepodařilo dosáhnout nejvyššího umístění. Nicméně, to byl stále obrovský úspěch a získala platinovou desku za prodej přes 52 000 kopií ve Finsku. Ačkoli druhý singl nebyl oficiálně vydán k prodeji, písně „Fearless“, „How Can I Miss You“ a titulní píseň „When I Become Me“ byly vydány jako singly s cílem propagovat album When I Become Me. K singlu „How Can I Miss You“ natočila svůj první videoklip. Hanna také zainvestovala do své první celonárodní tour When I Become Me Tour, na kterou získala skvělé ohlasy, a vyprodáno bylo doslova na každém koncertě.

### 2005–2006: Stronger
V létě roku 2005 se vrátila na hudební scénu s druhým prodejním singlem „Kiss Of Life“, který byl vzat z jejího druhého alba Stronger. Píseň startovala ve Finnish singles chart na pozici 4, což bylo její nejvyšší umístění. Když bylo album Stronger v září (stejně jako její debutové album) vydáno, debutovalo na pozici 2. Album Stronger nebylo tak úspěšné jako její debutové album, spadlo na desítku během prvních třech týdnů, nicméně se podařilo prodat přes 17 000 kopií a získat zlato. Písně „Stronger Without You“ a „Damn You“ nebyly vybrány jako promoční singly, první z nich bylo doprovázeno videoklipem. Pro větší podporu alba procestovala Finsko v rámci jejího Stronger Tour, kde zpívala několik skladeb z nové desky, tak i některé předchozí.

### 2007: Lovers a Eurovision Song Contest

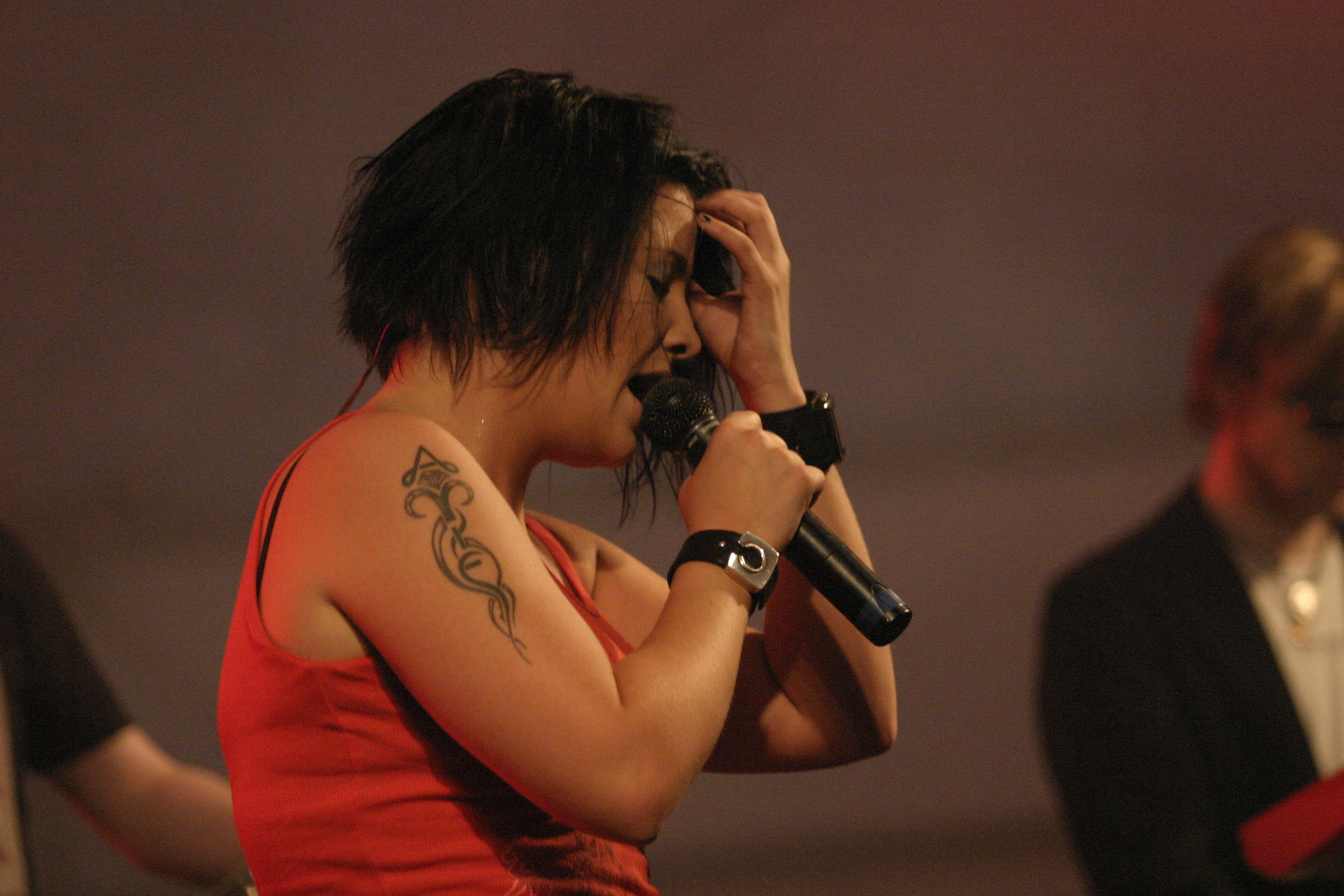
Hanna Pakarinen na hudebním festivale v Vihreät Niityt (2007)

V lednu 2007 po krátké přestávce od hudby vydala píseň „Go Go“ jako propagační singl z jejího vysoce předvídaného třetího studiového alba. Píseň byla doprovázena videoklipem, který se stal extrémně populárním, a když bylo 14. února vydáno album Lovers, debutovalo v žebříčku na čísle 3. Ačkoli se umístila níže než předchozí album, bylo album Lovers na cestě stát se mnohem více úspěšným a strávilo více než dvakrát víc týdnů v albumové žebříčku. Bylo certifikováno zlatem a jen ve Finsku se jej prodalo více než 16 00 kopií. Na albu se podílela nejen jako zpěvačka, ale i jako skladatelka. Je spoluautorkou šesti písní z jedenácti obsažených na albu.
Dne 17. února 2007 byla vybrána, aby reprezentovala Finsko na Eurovision Song Contest 2007 v Helsinkách s písní „Leave Me Alone“, prvním prodejním singlem z jejího nového alba a jejím třetím prodejním singlem celkově. Ve finále píseň obdržela 53 bodů a skončila na 17. místě. Nicméně ji soutěž dovolila si získat mnohem širší evropské publikum, píseň „Leave Me Alone“ a videoklip se stali velmi populárními, a to hlavně ve Švédsku. Zde se píseň umístila v rádio žebříčku tři po sobě následující týdny a vrcholu dosáhla ve Swedish singles chart na čísle 8. Ve Spojeném království se píseň ve stahování umístila na čísle 122. V domovském Finsku na čísle 11.
V návaznosti na Eurovision Song Contest 2007 se vrátila ke své hudbě a pustila se do Lovers Tour, znovu zpívala před vyprodaným publikem a přijímala nadšené kritiky na svůj silný hlas a ohromující výkony na jevišti. Dne 17. října 2007 se objevila v soundtracku na finský film Musta Jää. Hanna Pakarinen nazpívala titulní píseň „Black Ice“, ke kterému udělala videoklip na propagaci filmu.

### 2008: Love In A Million Shades
Po svém velmi úspěšném albu Lovers si udělala hudební přestávku, aby mohla psát materiál pro své čtvrté studiové album. Později v roce 2008 vydala pilotní singl „Make Believe“ pro její nadcházející čtvrté studiové album Love In A Million Shades, titul který byl ohlášen na jejím oficiálním účtě na Myspace. Po téměř dvou letech od publikace jejího třetího alba, bylo Love In A Million Shades uvolněno 14. ledna 2009. Mít zaujatý tvůrčí krok pryč od rock-image předchozího alba Lovers, Love In A Million Shades debutovalo a vrcholu dosáhlo na čísle 7 ve Finnish albums chart. Její 1. vydání na vrchol pryč z nejlepší trojice. Druhý singl „Shout It Out Loud“ nicméně dosáhl vrcholu na čísle 2 na žebříčku singlů, nejvyšší pozice od jejího debutu „Love Is Like A Song“. Alba se prodalo na 7 000 kopií a bylo to 1. album od Hanny Pakarinen, které nedostalo certifikaci. Nicméně její nahrávací společnosti Sony BMG uvedla, že pokles tržeb očekáván vzhledem k rostoucímu věku napříč světem, před tvrzením, že věřili, že Pakarinenina kariéra může snadno trvat i více než dalších deset let. Titulní píseň „Love In A Million Shades“ byla také vydána jako 2. singl v pozdním únoru a byla doprovázena videoklipem, první od „Black Ice“ preš rok zapět. V polovině roku 2009 Hanna dokončila 4. národní tour na podporu jejího 4. studiového alba. Na rozdíl od svých předchozích turné však bylo Love In A Million Shades hráno v malých komorních místech konání.

### 2010–současnost: Paperimiehen Tytär a Olipa kerran elämä
V roce 2010 vydává své páté studiové album s názvem Paperimiehen tytär, které debutovalo na devátém místě mezi nejlépe prodávanými alby. Album obsahuje singly „Paperimiehen Tytär“, „Miehet“ a „Se yksi ainoa“. V srpnu 2013 mělo premiéru šesté studiové album s názvem Olipa kerran elämä. Album obsahuje singly „Sydän tuli vastaan“, „Jokapäiväinen“ a „Olipa kerran elämä“. V červenci 2015 vydala svůj nový singl „Stop“, na kterém také spolupracovali Lc Nick, Obi a Via.

## Diskografie
- 2004: When I Become Me
- 2005: Stronger
- 2007: Lovers
- 2009: Love In A Million Shades
- 2010: Paperimiehen Tytär
- 2013: Olipa kerran elämä
- 2016: Synnyin, elän, kuolen